# Lamont Hamilton
Lamont Alexander Hamilton, (Nueva York, Nueva York, 6 de abril de 1984) es un exjugador de baloncesto estadounidense. Con 2.08 de estatura, su puesto natural en la cancha es el de pívot. 

## Trayectoria
- Universidad de St. John's (2003-2007)
- Club Basquet Inca (2007-2008)
- Tenerife Club de Baloncesto (2008-2009)
- Paris-Levallois Basket (2009-2012)
- Uxue Bilbao Basket (2012-2013)
- Saski Baskonia (2013-2014)
- BC Krasny Oktyabr (2015)
- Beşiktaş (2015-2016)
- Ryukyu Golden Kings (2016-2017)
- Niigata Albirex BB (2017- )